# Arcidiocesi di Trivandrum
L'arcidiocesi di Trivandrum dei Latini (in latino Archidioecesis Trivandrensis Latinorum) è una sede metropolitana della Chiesa cattolica in India. Nel 2022 contava 303.000 battezzati su 2.594.000 abitanti. È retta dall'arcivescovo Thomas Jessayyan Netto.

## Territorio
L'arcidiocesi comprende i taluks di Thiruvananthapuram (Trivandrum) e Chirayinkeezhu (Chirayinkil) e parte di quello di Neyyattinkara nel distretto di Thiruvananthapuram nello stato del Kerala; ed una piccola porzione costiera del distretto di Kanyakumari nello stato del Tamil Nadu, nell'estremo sud dell'India.
Sede arcivescovile è la città di Trivandrum (nota con il nome di Thiruvananthapuram), dove si trova la cattedrale di San Giuseppe.
Il territorio è suddiviso in 90 parrocchie.

### Provincia ecclesiastica
La provincia ecclesiastica di Trivandrum, istituita nel 2004, comprende le seguenti suffraganee:
- la diocesi di Alleppey, eretta il 19 giugno 1952;
- la diocesi di Neyyattinkara, eretta il 14 giugno 1996;
- la diocesi di Punalur, eretta il 21 dicembre 1985;
- la diocesi di Quilon, eretta come vicariato apostolico il 15 marzo 1853, elevata al rango di diocesi il 1º settembre 1886.

## Storia
La diocesi di Trivandrum fu eretta il 1º luglio 1937 con la bolla In ora Malabarica di papa Pio XI, ricavandone il territorio dalla diocesi di Quilon. Originariamente era suffraganea dell'arcidiocesi di Verapoly.
Il 29 aprile 1955 ha ceduto la giurisdizione sui fedeli di rito siriaco orientale residenti nel proprio territorio all'eparchia di Changanacherry.
Il 20 maggio dello stesso anno si ampliò, estendendo il suo territorio che era appartenuto alla diocesi di Cochin, ma che era già amministrato e governato dai vescovi di Trivandrum fin dal 19 giugno 1952.
Il 14 giugno 1996 cedette una porzione del suo territorio a vantaggio dell'erezione della diocesi di Neyyattinkara.
Il 3 giugno 2004 è stata elevata al rango di arcidiocesi metropolitana con la bolla Sacratissimi Cordis Iesu di papa Giovanni Paolo II.

## Cronotassi dei vescovi
Si omettono i periodi di sede vacante non superiori ai 2 anni o non storicamente accertati.
- Vincent Victor Dereere, O.C.D. † (1º luglio 1937 - 1º ottobre 1966 ritirato[5])
- Peter Bernard Pereira † (1º ottobre 1966 succeduto - 13 giugno 1978 deceduto)
- Benedict Jacob Acharuparambil, O.F.M. Cap. † (3 agosto 1979 - 31 gennaio 1991 dimesso)
- Maria Callist Soosa Pakiam (31 gennaio 1991 succeduto - 2 febbraio 2022 ritirato)
- Thomas Jessayyan Netto, dal 2 febbraio 2022

## Statistiche
L'arcidiocesi nel 2022 su una popolazione di 2.594.000 persone contava 303.000 battezzati, corrispondenti all'11,7% del totale.
| anno | popolazione | popolazione | popolazione | presbiteri | presbiteri | presbiteri | presbiteri                | diaconi | religiosi | religiosi | parrocchie |
| anno | battezzati  | totale      | %           | numero     | secolari   | regolari   | battezzati per presbitero | diaconi | uomini    | donne     | parrocchie |
| ---- | ----------- | ----------- | ----------- | ---------- | ---------- | ---------- | ------------------------- | ------- | --------- | --------- | ---------- |
| 1950 | 124.385     | 1.036.659   | 12,0        | 44         | 30         | 14         | 2.826                     |         | 26        | 85        | 153        |
| 1969 | 325.000     | 2.251.273   | 14,4        | 119        | 87         | 33         | 2.731                     |         | 77        | 260       | 73         |
| 1980 | 375.250     | 2.358.800   | 15,9        | 148        | 95         | 53         | 2.535                     |         | 95        | 548       | 101        |
| 1990 | 400.000     | 2.752.000   | 14,5        | 162        | 102        | 60         | 2.469                     |         | 105       | 565       | 109        |
| 1999 | 203.262     | 1.784.867   | 11,4        | 162        | 82         | 80         | 1.254                     |         | 123       | 520       | 64         |
| 2000 | 207.262     | 1.882.867   | 11,0        | 171        | 83         | 88         | 1.212                     |         | 126       | 540       | 65         |
| 2001 | 218.212     | 2.037.817   | 10,7        | 171        | 84         | 87         | 1.276                     |         | 132       | 570       | 65         |
| 2002 | 219.212     | 2.040.317   | 10,7        | 179        | 83         | 96         | 1.224                     |         | 151       | 646       | 65         |
| 2003 | 231.244     | 1.852.482   | 12,5        | 175        | 87         | 88         | 1.321                     |         | 127       | 670       | 68         |
| 2004 | 236.894     | 1.857.112   | 12,8        | 171        | 92         | 79         | 1.385                     |         | 123       | 520       | 68         |
| 2010 | 244.488     | 2.251.800   | 10,9        | 211        | 109        | 102        | 1.158                     |         | 285       | 680       | 78         |
| 2014 | 261.220     | 2.368.000   | 11,0        | 232        | 112        | 120        | 1.125                     |         | 203       | 688       | 85         |
| 2017 | 254.397     | 2.459.650   | 10,3        | 242        | 123        | 119        | 1.051                     |         | 207       | 681       | 86         |
| 2020 | 297.121     | 2.543.100   | 11,7        | 279        | 150        | 129        | 1.064                     |         | 267       | 688       | 90         |
| 2022 | 303.000     | 2.594.000   | 11,7        | 302        | 159        | 143        | 1.003                     |         | 271       | 708       | 90         |